# Lina Radke
Karoline Radke-Batschauer, detta Lina (Karlsruhe, 18 ottobre 1903 – Karlsruhe, 14 febbraio 1983), è stata una mezzofondista tedesca, vincitrice della medaglia d'oro negli 800 metri piani ai Giochi olimpici di Amsterdam nel 1928.

## Biografia
In un'era in cui lo sport era ancora in gran parte maschilista fu una delle pioniere dell'atletica leggera femminile, vincendo molti titoli regionali e nazionali. Vinse una medaglia d'oro nella prima edizione dei Giochi a cui fossero ammesse anche le donne, realizzando con 2'16"8 il primo record mondiale ufficialmente riconosciuto degli 800 metri femminili.
All'arrivo della gara dei Giochi del 1928 però molte atlete giunsero esauste e questo indusse il Comitato Olimpico Internazionale a pensare che fosse una distanza troppo lunga per le donne; la competizione fu così bandita dal programma olimpico e vi tornò solo nel 1960.

## Palmarès
| Anno | Manifestazione  | Sede      | Evento    | Risultato | Prestazione | Note            |
| ---- | --------------- | --------- | --------- | --------- | ----------- | --------------- |
| 1928 | Giochi olimpici | Amsterdam | 800 metri | Oro       | 2'16"8      | Record mondiale |